# Chase YC-122 Avitruc
El Chase XCG-18/YC-122 Avitruc (conocido internamente como Chase MS.7), fue un avión de transporte militar diseñado por Chase Aircraft y producido en cantidades limitadas en los Estados Unidos a finales de los años 40, inicialmente como planeador, pero definitivamente en forma propulsada.
El diseño estaba basado en el planeador de carga CG-14, pero era sustancialmente más grande y presentaba una construcción totalmente metálica. Era un monoplano de alta cantilever. El fuselaje tenía una sección rectangular y presentaba una rampa de carga en su parte trasera. Las unidades principales del tren de aterrizaje estaban a los lados de fuselaje y eran fijas, mientras que la rueda de morro era retráctil. En su forma propulsada, se le añadieron dos motores radiales en góndolas alares.

## Diseño y desarrollo

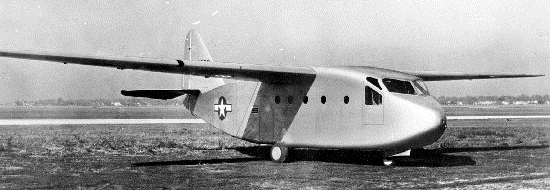
Prototipo del XCG-18A.

Las experiencias de las USAAF con planeadores de carga durante la Segunda Guerra Mundial sugirieron un papel para aviones similares en el inventario de posguerra, pero para uno capaz de llevar una carga sustancialmente más pesada y con una mayor recuperabilidad que los esencialmente desechables planeadores de asalto de madera de la guerra. El CG-14 de Chase fue seleccionado como punto de inicio, y en enero de 1947, las USAAF emitieron una orden por una versión metálica y agrandada de este avión, inicialmente designada XCG-14B, pero redesignada como XCG-18A para reflejar la básicamente nueva naturaleza del avión. Cuando el prototipo voló en diciembre, se convirtió en el primer planeador de transporte totalmente metálico del mundo. Una de las principales mejoras fue el uso de una sección de ala más delgada que permitía mayores velocidades de remolcado y que aviones pequeños como el caza P-47 pudieran ser capaces de remolcarlo por el aire hasta su lugar de suelta.

## Historia operacional
En marzo de 1948, la nueva USAF ordenó cuatro aviones más bajo la nueva designación XG-18A y un quinto para ser equipado con motores como YC-122. La Fuerza Aérea perdió finalmente el interés en comprar planeadores de asalto, pero continuó con el desarrollo de la variante motorizada, comprando dos ejemplares más para su evaluación como YC-122A, redesignando al segundo de estos como YC-122B cuando los motores originales Pratt & Whitney fueron cambiados por unidades Wright. Este avión formaría la base de la versión definitiva de pruebas de servicio, el YC-122C.
Se ordenaron nueve de estos aviones y, aunque se portaron bien en las evaluaciones (primero en la Sewart AFB, Tennessee, y más tarde en la Ardmore AFB, Oklahoma), la USAF ya no vio la necesidad de un avión de transporte pequeño y canceló el proyecto. A pesar en la breve historia del avión, fue usado extensivamente en la Ardmore AFB. En febrero de 1955, al menos un piloto, el capitán Phillip C. Gromley del 16th Troop Carrier Squadron, 463rd Troop Carrier Wing, alcanzó a las 1000 horas pilotando un avión. Todos los aviones fueron reemplazados por Fairchild C-123B Provider en julio de 1955. El último transporte de asalto YC-122C fue volado a Tucson, Arizona, el 30 de agosto de 1955, para su almacenaje en la Davis-Monthan AFB. El capitán Gromley es recordado por realizar el vuelo final de un YC-122C a Tucson. Los restantes aviones sirvieron en tareas utilitarias hasta 1957.
Tras su retirada, el fuselaje de uno de los YC-122 fue usado para la construcción del Hiller X-18.

## Variantes

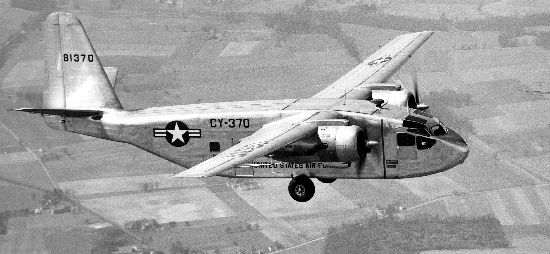
Un YC-122 en vuelo.

Chase MS.7
Designación de la compañía para el XCG-14B/XCG-18A.
XCG-18A
Redesignación del XCG-14B.
XG-18A
Versión planeadora revisada, 4 construidos.
YC-122
Prototipo de versión propulsada, un XG-18A con motores Pratt & Whitney R-2000-11, uno construido.
YC-122A
Versión refinada del YC-122, dos construidos.
YC-122B
YC-122A motorizado con motores Wright R-1820-101, uno convertido.
YC-122C
Versión de pruebas de servicio definitiva, nueve construidos.

## Operadores
Estados Unidos
- Fuerza Aérea de los Estados Unidos

## Especificaciones (YC-122C)
Referencia datos: Jane's All The World's Aircraft 1951–52

### Características generales
- Tripulación: Dos (pilotos)
- Capacidad: 30 soldados, o 24 camillas, o carga
- Longitud: 18,8 m (61,7 ft)
- Envergadura: 29,2 m (95,7 ft)
- Altura: 7,5 m (24,7 ft)
- Superficie alar: 75,5 m² (812,8 ft²)
- Peso vacío: 8618 kg (18 994,1 lb)
- Peso máximo al despegue: 18 144 kg (39 989,4 lb)
- Planta motriz: 2× motor radial de nueve cilindros refrigerado por aire Wright R-1820-101.
  - Potencia: 1063 kW (1466 HP; 1446 CV) cada uno.

### Rendimiento
- Velocidad máxima operativa (Vno): 386 km/h (240 MPH; 208 kt)
- Velocidad crucero (Vc): 322 km/h (200 MPH; 174 kt)
- Velocidad de entrada en pérdida (Vs): 121 km/h (75 MPH; 65 kt)
- Alcance: 1609 km (869 nmi; 1000 mi)
- Techo de vuelo: 8900 m (29 199 ft)
- Régimen de ascenso: 6,8 m/s (1339 ft/min)

## Aeronaves relacionadas

### Desarrollos relacionados
- Chase YCG-14
- Hiller X-18

### Aeronaves similares
- Chase XCG-20
- Fairchild C-123 Provider

### Secuencias de designación
- Secuencia CG-_ (Planeadores de Carga del USAAC/USAAF, 1941-1948): ← CG-15 - CG-16 - CG-17 - CG-18 - CG-19 - CG-20
- Secuencia G-_ (Planeadores de la USAF, 1948-1955): ← G-13 - G-14 - G-15 - G-18 - XG-20
- Secuencia C-_ (Aviones de Carga del USAAC/USAAF/USAF, 1924-1962): ← C-119 - C-120 - C-121/F - C-122 - C-123/A - C-124 - C-125 →